# ويل هوتشينز
ويل هوتشينز (بالإنجليزية: Will Hutchins)‏ هو ممثل أمريكي، ولد في 5 مايو 1930 بلوس أنجلوس في الولايات المتحدة. من الجوائز التي نالها جائزة الحذاء الذهبي ‏.

## جوائز
- جائزة الحذاء الذهبي [الإنجليزية]‏

## وصلات خارجية
- ويل هوتشينز على موقع IMDb (الإنجليزية)
- ويل هوتشينز على موقع ألو سيني (الفرنسية)
- ويل هوتشينز على موقع أول موفي (الإنجليزية)
- ويل هوتشينز على موقع قاعدة بيانات برودواي على الإنترنت (الإنجليزية)
- ويل هوتشينز على موقع قاعدة بيانات الأفلام السويدية (السويدية)
- ويل هوتشينز على موقع إن إن دي بي (الإنجليزية)
- ويل هوتشينز على موقع قاعدة بيانات الفيلم (الإنجليزية)
- ويل هوتشينز على موقع كينوبويسك (الروسية)